# Österreichische Amateur Hockey Liga
Die Österreichische Amateur Hockey Liga (ÖAHL) war in der Saison 2018/19 die dritthöchste Liga im österreichischen Eishockey und bildete das Bindeglied zwischen den Profiligen EBEL und AlpsHL und den Amateurligen in den Landesverbänden. An der vom Österreichischen Eishockeyverband (ÖEHV) ausgetragenen Liga nahmen fünf Mannschaften teil.
Zur Saison 2019/20 sollte die Liga dann auf neun Mannschaften aufgestockt werden. Nach Zwistigkeiten über den Modus zogen sich mehrere Clubs zurück, so dass der ÖEHV am 2. Juli 2019 das vorläufige Ende der Liga bekannt geben musste.

## Teilnehmer
Ursprünglich hatten elf Vereine loses Interesse angemeldet. Schließlich nahmen fünf Vereine an der Liga teil:
- EC Salzburg Oilers
- Kapfenberger SV
- ECU Amstettner Wölfe
- WEV Lions
- EHC Liwest Black Wings Linz 2

## Modus
Die fünf Mannschaften spielen eine Doppelrunde zwischen 12. Oktober 2018 und 2. März 2019. Die vier besten Teams spielen in Play-offs im Best-of-Three-Modus den Meister aus.

## Hauptrunde
| Rang | Team                           | Sp | S  | N  | OTS | OTN | Tore    | ±   | Pkt |
| ---- | ------------------------------ | -- | -- | -- | --- | --- | ------- | --- | --- |
| 1.   | Kapfenberger SV                | 16 | 14 | 01 | 1   | 0   | 116:032 | +84 | 44  |
| 2.   | WEV Lions                      | 16 | 09 | 05 | 0   | 2   | 067:060 | +07 | 29  |
| 3.   | EC Salzburg Oilers             | 16 | 07 | 07 | 1   | 1   | 082:087 | −05 | 24  |
| 4.   | EHC Liwest Black Wings Linz II | 16 | 05 | 07 | 3   | 1   | 053:054 | −01 | 22  |
| 5.   | ECU Amstettner Wölfe           | 16 | 0  | 15 | 0   | 1   | 032:117 | −85 | 01  |

## Play-offs
Die Halbfinalspiele finden am 9., 10. und 16. März statt, die Finalspiele am 23. und 24. März 2019.

|  | Halbfinale | Halbfinale          | Halbfinale | Halbfinale | Halbfinale |  |  | Finale | Finale          | Finale | Finale | Finale |
|  |            |                     |            |            |            |  |  |        |                 |        |        |        |
|  |            |                     |            |            |            |  |  |        |                 |        |        |        |
|  | 1          | Kapfenberger SV     | 9          | 8          | –          |  |  |        |                 |        |        |        |
|  | 4          | Black Wings Linz II | 0          | 3          | –          |  |  |        |                 |        |        |        |
|  |            |                     |            |            |            |  |  | 1      | Kapfenberger SV | 6      | 4      | –      |
|  |            |                     |            |            |            |  |  | 2      | WEV Lions       | 4      | 2      | –      |
|  | 2          | WEV Lions           | 4          | 2          | 6          |  |  |        |                 |        |        |        |
|  | 3          | Salzburg Oilers     | 3          | 6          | 3          |  |  |        |                 |        |        |        |
|  |            |                     |            |            |            |  |  |        |                 |        |        |        |

## Geplante Teilnehmer 2019/20
Für die Saison 2019/20 meldeten neun Vereine ihr Interesse an einer Teilnahme an.
- EC Oilers Salzburg
- Kapfenberger SV
- ECU Amstetten Wölfe
- WEV Lions Wien
- HC Kufstein Dragons
- WSG Wattens Penguins
- SC Hohenems
- Traunsee Sharks Gmunden
- EHC Crocodiles Kundl

Nach Unstimmigkeiten bezüglich der Durchführungsbestimmungen hielten aber von diesen Vereinen letztlich nur die Teams aus Wien, Salzburg, Amstetten und Gmunden an der Teilnahme fest, während sich die übrigen Interessenten wieder in die Ligen ihrer Landesverbände zurückzogen. Der ÖEHV erwartet für einen österreichweiten Ligenbetrieb jedoch zumindest fünf Teilnehmer und sagte daher die Durchführung ab, weitere Ausgaben in zukünftigen Saisonen bleiben aber möglich. Damit spielen nun auch die verbliebenen vier Teams wieder im Rahmen ihrer Landesverbände Meisterschaft.